# مرام اليحيى
مرام خالد اليحيى من مواليد 25 يناير/كانون الثاني 2009، هي لاعبة كرة قدم سعودية تلعب في مركز الوسط أو الجناح في الدوري السعودي للسيدات نادي القادسية لكرة القدم.

## المسيرة الكروية
بدأت اليحيى اللعب مع نادي الشعلة الشرقي في موسم 2023/2024 مِن الدوري السعودي الممتاز للسيدات
ساهَمت اليحيى في 28 فبراير/شباط 2024 مع فريق تحت 17 سنة التابع لنادي إيسترن فليمز في الحصول على المركز الثالث في بطولة اتحاد جنوب آسيا للسيدات تحت 17 سنة 2023/2024.
انتقلَت اليحيى في موسم 2024/2025، إلى نادي القادسية لتلعب معهم في الدوري السعودي الممتاز للسيدات 2024–25.

## المسيرة الدولية
اختيرت اليحيى في فبراير/شباط 2023، للانضمام إلى فريق تحت 17 عامًا الأول لمواجهة الكويت في مباريات ودية مزدوجة.
انضمت اليحيى في 21 أكتوبر/تشرين الأول 2024، إلى منتخب السعودية للسيدات تحت 20 سنة للعب مباراتين وديتين ضد طاجيكستان في جدة.

## الأوسمة

### نادي
نادي إيسترن فليمز لكرة القدم
- بطولة اتحاد جنوب آسيا للسيدات تحت 17 سنة المركز الثالث: 2023-2024

## الحياة الشخصية
لعبت مرام اليحيى التايكوندو وحصلت على الميدالية البرونزية في البطولة العربية 2022 في الفجيرة، الإمارات العربية المتحدة